# (15120) Mariafélix
Asteroide descubierto el 4 de marzo de 2000 por Josep Julià Gómez en Marxuquera (Gandía). Nombrado en honor de su esposa, en reconocimiento del apoyo, paciencia y comprensión por el trabajo observacional de pequeños planetas del descubridor.